# M11 (Ierland)
De M11 (Engels: M11 Motorway/ Iers: Mótarbhealach M11) is een snelweg in het zuidoosten Ierland die uit twee delen bestaat: een kort deel ten zuiden van Dublin en een deel van Wicklow, Arklow en Gorey naar Enniscorthy. De weg is tevens onderdeel van de E-01.
De weg vormt een belangrijke route voor het forenzenverkeer tussen de voorsteden van Dublin en de stad. Omdat de weg met 2×2 rijstroken die zowel door het zuiden en oosten van Dublin als langs de voorsteden van Dublin loopt is hij dus altijd erg druk. Het is een onderdeel van de nationale primaire weg N11.

## Noordelijke route bij Dublin en Bray
De M11 begint in het noorden van Shankill, een buitenwijk van Dublin, waar die begint als de Bray/Shankill Bypass.
Via de rondweg van Shankill is de M11 verbonden met de M50, de ringweg van Dublin, die in 2005 na jaren van planning en bouwen openging voor het verkeer en hier in een knooppunt aansluit op de M11. Deze verbinding zorgt ervoor dat automobilisten via een volwaardige wegverbinding vanuit Clough in het graafschap Wexford naar bestemmingen op het hele eiland kunnen via de ring Dublin en het web van nationale wegen dat op deze ring aansluit.
Het verkeer naar het noorden krijgt op de M11 de keuze deze vierbaans weg te blijven volgen (wordt de M50), of afrit 17 van de M50 te nemen en de N/M11 te vervolgen naar Dublin-Centrum. Men verwacht dat dat het verkeer in de stad ontlast wordt van doorgaand verkeer, nu de mensen deze keuze hebben voordat ze de stad inrijden.
Ten westen van Bray in County Wicklow eindigt de snelweg en gaat de N11 verder als een gewone autoweg met 2×2 rijstroken door de Glen of the Downs.

## Zuidelijke route door Wicklow en Wexford
Vanaf afrit 14, ten noorden van Ashford, wordt de weg weer M11 en passeert Rathnew en Arklow, waar de weg in augustus 2009 omgevormd werd tot snelweg. 

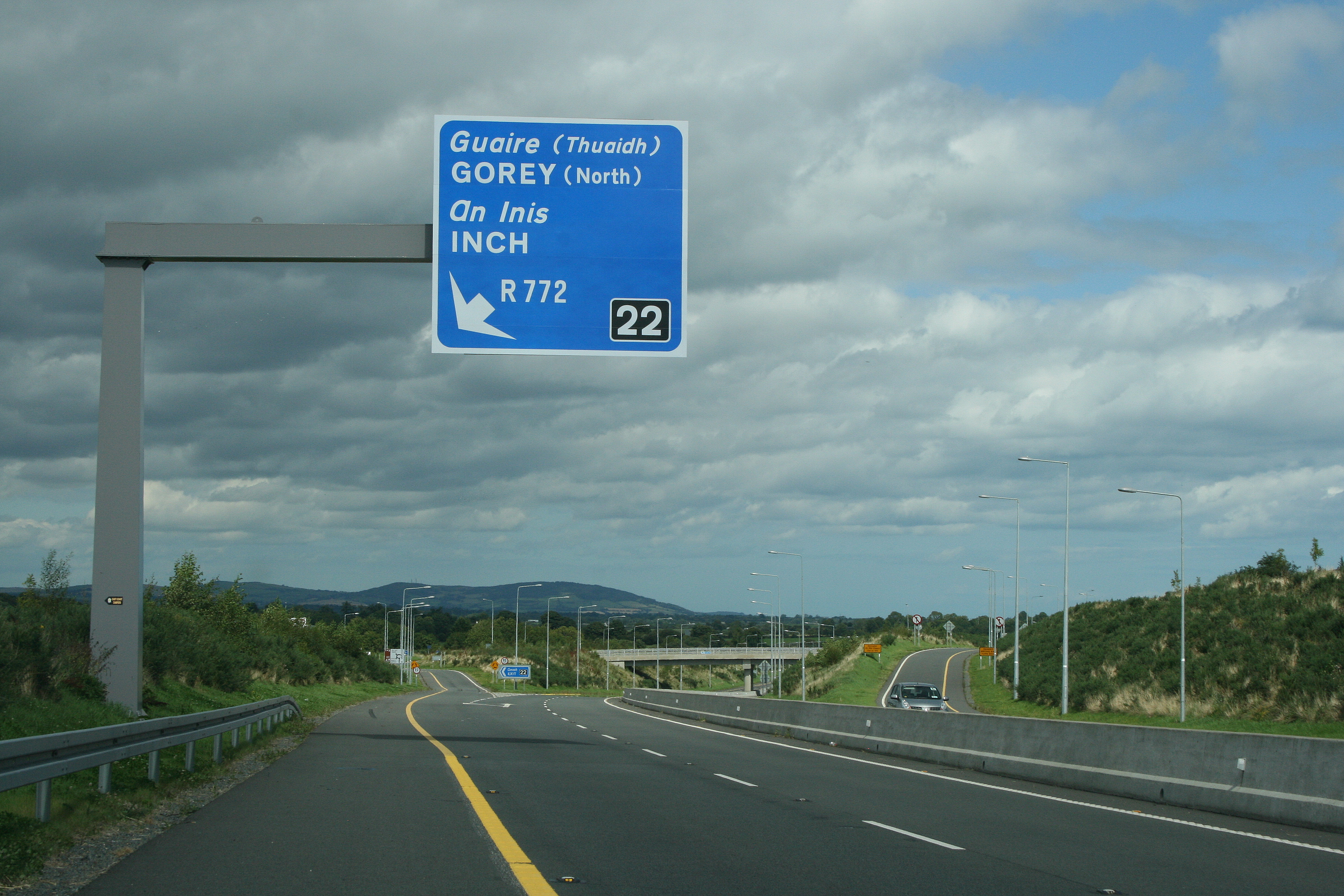
De M11 als rondweg van Gorey

Net ten noorden van Inch, komt de M11 County Wexford binnen. De route loopt verder in zuidelijke richting en komt langs Gorey en Clough. Ook dit gedeelte werd omgevormd tot snelweg vanaf 28 augustus 2009. De voormalige N11 tussen Arklow en Gorey is nu genummerd als R772. Ten zuiden van Enniscorthy eindigt de snelweg op een rotonde. Verder naar het zuiden loopt de N11 door richting Waterford. Nieuwbouw van dit laatste gedeelte van de N11 is in planning.